# Tlmače
Tlmače (în maghiară Garamtolmács) este un oraș din Slovacia cu 4.336 locuitori.
A fost pentru prima dată menționat în 1075 sub numele Talmach.

## Demografie
| An:                | 1994 | 2004    | 2014    | 2024   |
| ------------------ | ---- | ------- | ------- | ------ |
| Număr de persoane: | 5440 | 4226    | 3712    | 3507   |
| Diferență:         |      | −22,31% | −12,16% | −5,52% |

| An:                | 2023 | 2024   |
| ------------------ | ---- | ------ |
| Număr de persoane: | 3542 | 3507   |
| Diferență:         |      | −0,98% |

### Componența etnică și confesională
Conform recensământului din 2001, orașul avea 4.305 locuitori, din care 96,10% erau slovaci, 1,42% unguri, 1,02% cehi, iar 0,53% de etnie romă.
72,45% erau romano-catolici, 17,44% fără nicio afiliație religioasă declarată, iar 5,46% luterani.